# サン・マルティーノ・アルフィエーリ
サン・マルティーノ・アルフィエーリ（伊: San Martino Alfieri）は、イタリア共和国ピエモンテ州アスティ県にある基礎自治体（コムーネ）。

## 地理

### 位置・広がり

#### 隣接コムーネ
隣接するコムーネは以下の通り。括弧内のCNはクーネオ県所属を示す。
- アンティニャーノ
- コスティリオーレ・ダスティ
- ゴヴォーネ (CN)
- サン・ダミアーノ・ダスティ

#### 地震分類
イタリアの地震リスク階級 (it) では、4 に分類される
。

## 行政

### 分離集落
サン・マルティーノ・アルフィエーリには、以下の分離集落（フラツィオーネ）がある。
- Fagnani, Firano, Garibaldi, Marelli, Quaglia, Saracchi